# 앨런 빈트
앨런 빈트(Alan Vint, 1944년 11월 11일 ~ 2006년 8월 16일)는 미국의 배우, 텔레비전 배우, 영화 프로듀서이다.
털사에서 태어났으며 셔먼오크스에서 사망하였다.

## 영화
- 코르테즈의 애가 (1982년)
- 벨 스타 (1980년)
- 레이디 (1979년)
- 브레이크아웃 (1975년)
- 메이컨 컨트리 라인 (1974년)
- 대지진 (1974년)
- 황무지 (1973년) - 디퓨티 역
- 자유의 이차선 (1971년)
- 백색 공포 (1971년) - 허치 역